# ویلیام رابرت گراهام
ویلیام رابرت گراهام (انگلیسی: William Robert Graham؛ زادهٔ ۱۵ ژوئن ۱۹۳۷) فیزیکدان آمریکایی و یکی از روسای سابق ناسا است.